# Cau (animals)

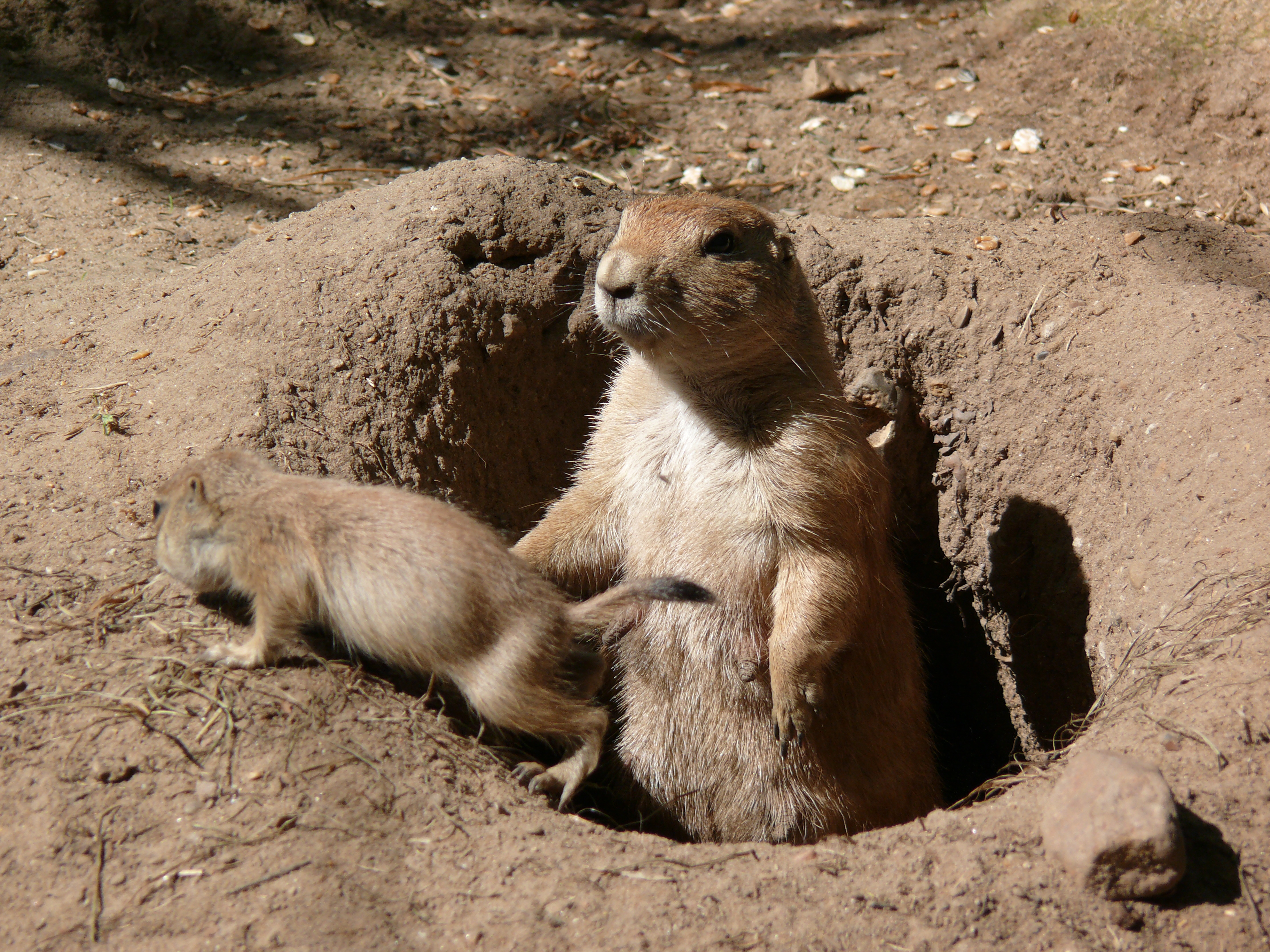
Gosset de les praderies cuanegre amb una cria a l'entrada del cau.

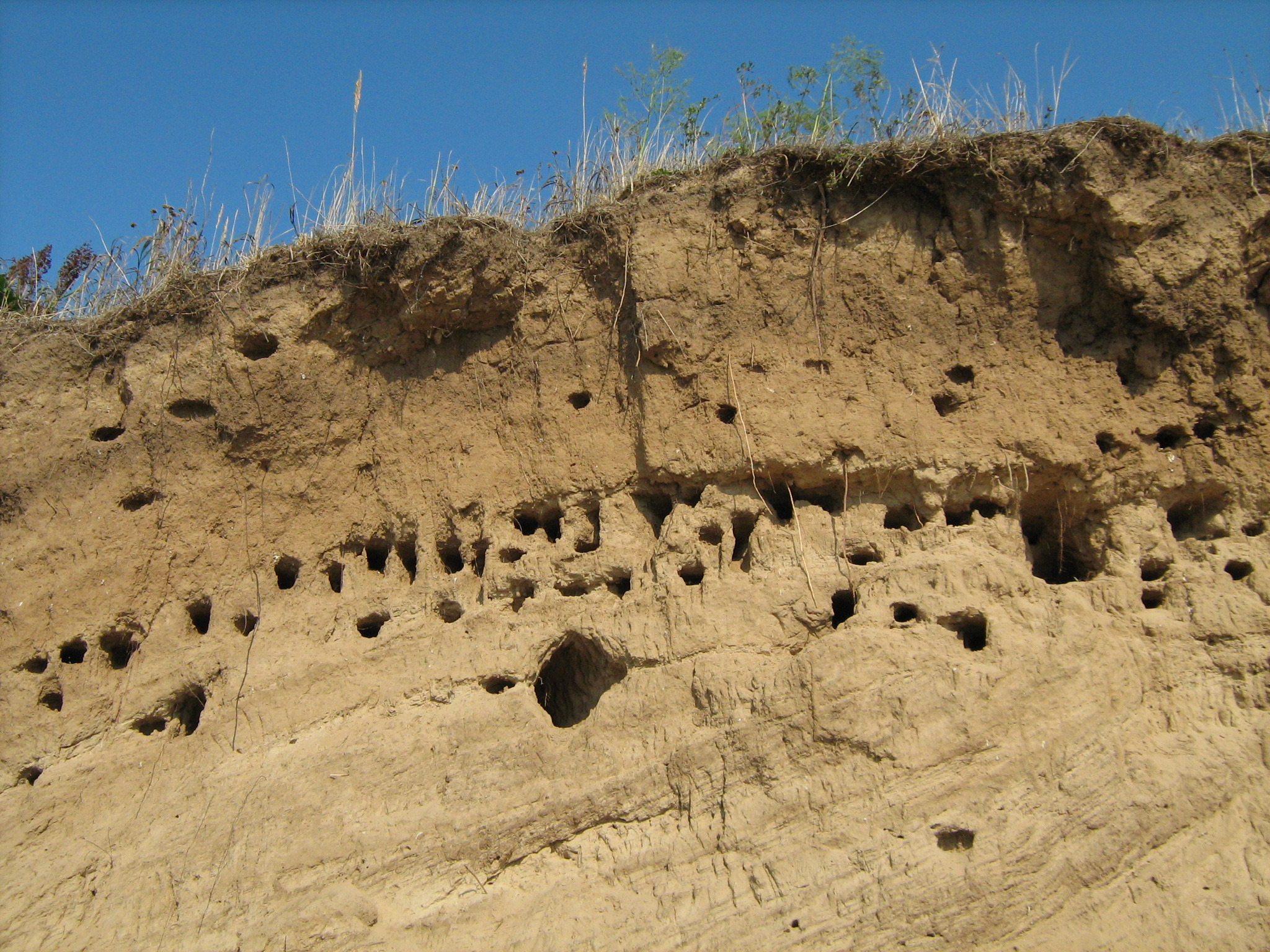
Nius o caus d'orenetes, excavats a la ribera del riu Volga prop de Kstovo, Rússia.

El cau o catau d'un animal és un espai, més o menys amagat i protegit de les inclemències de la meteorologia, que li serveix de refugi i on pot reposar amb una seguretat relativa. Molt sovint és el lloc de naixement i refugi de les cries quan encara són massa joves.
El terme cau és general i pot aplicar-se gairebé sempre. Els caus d'algunes espècies animals poden tenir nom específic: conillera, llodriguera, talpera, teixonera,...

## Generalitats

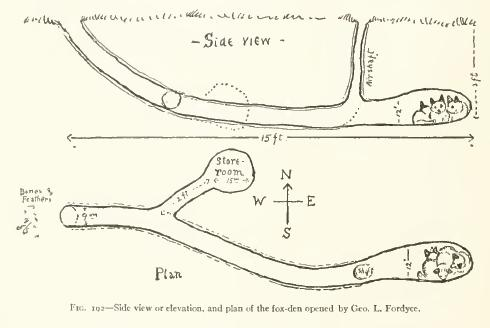
Esquema del cau d'una guineu roja.

Esquema del cau d'un Thomomys bulbivorus, rosegador d'Oregon.

Hi ha caus de moltes menes. Des dels més senzills, que aprofiten un accident natural directament o amb un treball d'adaptació mínim, fins als més complexes, resultat de treballs d'excavació intensos que poden durar diverses generacions.
Les diferències entre els caus i els nius poden ser molt grans o, a vegades, gairebé inapreciables. La parla popular no fa gaire distinció entre nius i caus. Els considera sinònims. Hi ha la tendència a pensar que els nius són per als ocells i estan situats en arbres i llocs alts. Mentre que els caus estan sota terra i, moltes vegades, excavats. Això és cert en general. Però hi ha caus que semblen nius i nius que semblen caus.
- Alguns esquirols tenen el seu cau a dalt d'un arbre, com si fos un niu. Alguns ocells excaven el niu en parets de terra, com si fos un cau.
- Caldrà considerar cada cas particular. Sense oblidar la “classificació” que defineix els caus com a amagatalls excavats sota el nivell del terra, amb totes les excepcions que convingui.[5]

### Entrades i sortides
Tots els caus tenen una entrada o sortida, una obertura que permet entrar i sortir. Aquesta entrada pot estar dissimulada o camuflada o presentar-se de forma visible. Hi ha caus amb dues o més entrades i sortides.

### Cambra principal
Tots els caus acostumen a tenir una part més ampla que és el lloc on l'animal passa més temps, sol o amb la parella i les cries. La cambra principal pot tenir un llit de palla o fulles per a fer-la més confortable.

### Túnel de pas
En els casos més senzills hi ha un únic túnel que comunica l'entrada amb la cambra principal. En els casos més sofisticats poden haver-hi diverses cambres i una veritable xarxa de túnels de comunicació.

### Sistema de ventilació
El cas més senzill és el cau sense cap obertura de ventilació especialitzada. L'aire es va renovant amb l'orifici d'entrada. Hi ha altres casos amb un, o més d'un, canal de ventilació específic.
- Els caus del Gosset de les praderies cuanegre tenen unes quantes entrades. Algunes són planes, al nivell de terra. Altres tenen les vores arrodonides amb un mica de terra amuntegada formant una petita elevació. Algunes entrades però són al cim un turonet de més d'un metre d'alt. Està demostrat que, quan hi ha vent o brisa, aquestes entrades que sobresurten de terra fan de xucladors (per efecte Venturi) i provoquen la ventilació de tot el cau.[6]

### Rebost i magatzem
Alguns caus tenen una o més cambres especialitzades per a guardar-hi les reserves d'aliment.

## Exemples de caus

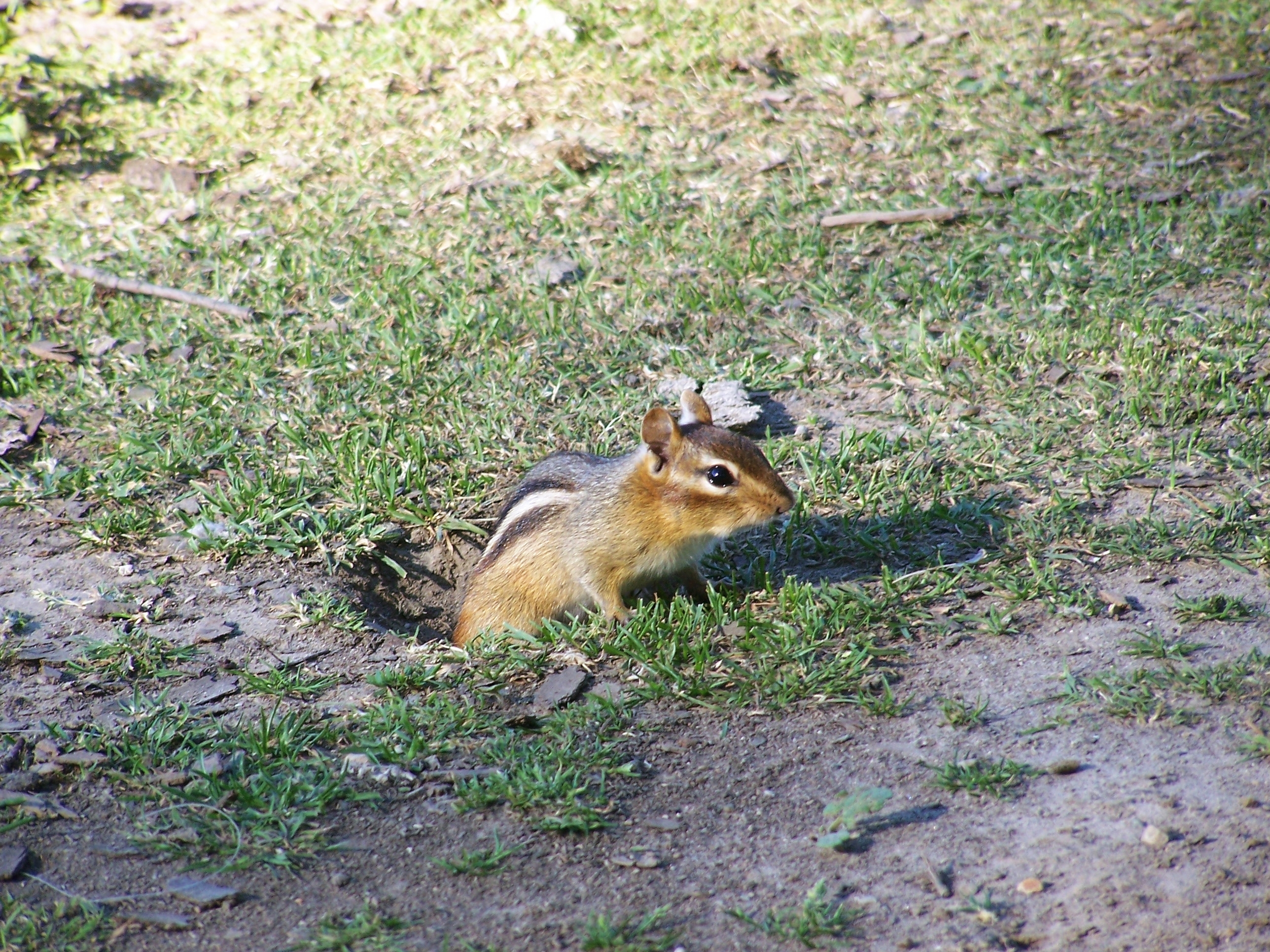
Esquirol de Sibèria (Eastern Chipmunk) a l'entrada del cau.

### Caus de vertebrats

#### Mamífers
- Entre els mamífers hi ha nombroses exemples interessants de caus. Tant de mamífers insectívors (talps, mussaranyes…) com de rosegadors (les marmotes). Els teixons i els conills excaven veritables “pobles” subterranis.
  - L'os polar excava el seu cau a la neu. O entre la neu i el sòl.

#### Ocells
Hi ha diversos ocells que fan els seus nius excavats totalment o parcialment: L'Abellerol, el Blauet, l'Oreneta de ribera, el Fraret, el Pingüí de Magallanes,...

### Caus d'invertebrats
Hi ha molts invertebrats que viuen en caus. Molts exemples es poden trobar entre els següents:
- insectes
- aranyes
- eriçons de mar
- crustacis
- moluscos
- cucs

## Beneficis i inconvenients derivats dels caus[7]

### Beneficis
Els beneficis directes dels caus, com a entitat física aïllada dels animals que els habiten, són inexistents. Com a part imprescindible de la vida de diversos animals considerats útils, els caus comparteixen els possibles efectes benèfics d'aquells.
El cas dels cucs de terra ha estat molt estudiat. Tot i que queda al marge de l'estudi dels caus pròpiament dits, el cert que els cucs de terra excaven, remouen la terra i els detrits vegetals i faciliten la feina dels micro-organismes que descomponen els residus. El resultat és un sòl més airejat i adobat, que augmenta la producció vegetal.
Les femtes dels rosegadors i predadors també adoben les terres i cal considerar-los beneficiosos en aquest sentit.

### Inconvenients
En molts casos es considera que en terres conreades la presència d'animals salvatges i els seus caus és negativa. Però que cal mantenir-los en zones no conreades.
- Els forats dels gossos de les praderies en les zones de pastura són nocius per a bisons, vaques i cavalls. Un pas en fals pot produir lesions greus i fins i tot mortals.
- Els forats dels caus dels crancs en maresmes sorrenques són perjudicials a vaques i cavalls. Però, en no trobar-se en les àrees normals d'alimentació (no hi ha pastures), constitueixen un problema menor.

## Els caus en la literatura i el cinema
- 1927. A la novel·la “Don Segundo Sombra” de Ricardo Güiraldes es parla dels “cangrejales”, sorrals infestats de crancs i dels seus caus, molt perillosos per als cavalls dels “gauchos” que hi poden ensopegar i caure.[8]
- La novel·la juvenil “The Sea of Adventure “ de l'escriptora” Enid Blyton passa en una petita illa d'Escòcia plena de frarets. Els caus dels frarets tenen un lloc a la trama.[9][10]
- La novel·la “El turó de Watership” ("Watership Down"), de Richard Adams, és una història de conills que explica la vida d'una llodriguera.[11]
- En molts dels episodis de Bugs Bunny, el conill dels dibuixos animats, el seu cau hi té un paper important.

## Societat
- Els escoltes catalans anomenen cau el local de reunió i centre de les seves activitats urbanes. El cau dels escoltes dels Caputxins de Sarrià tingué un paper important en la “caputxinada”.[12]